# John Jakes
John Jakes, pseud. Jay Scotland (ur. 31 marca 1932 w Chicago, zm. 11 marca 2023 w Sarasota) – amerykański pisarz, uznawany za jednego z najlepszych amerykańskich autorów powieści historycznych.
W 1954 ukończył studia na wydziale literatury amerykańskiej na Stanowym Uniwersytecie Ohio. Jego twórczość jest częściowo znana i w Polsce, także za sprawą filmów i miniseriali, nakręconych na podstawie jego powieści.
Pierwsze opowiadanie sprzedał na drugim roku studiów, a rok później – pierwszą książkę. Od tamtego czasu, wydał ponad dwieście opowiadań i ponad pięćdziesiąt książek – powieści akcji, literaturę faktu dla dzieci i młodzieży oraz powieści fantastycznych. W młodości zamierzał zostać aktorem, co zaowocowało czterema sztukami i piosenkami do pięciu musicali. Był żonaty; miał czworo dzieci.